# Justicia tristis
Espèce
Justicia tristis (Nees) T. Anderson est une espèce de plantes à fleurs de la famille des Acanthaceae et du genre Justicia, présente en Afrique tropicale.

## Description
C'est une grande herbe (ou sous-arbrisseau) pouvant atteindre 2 m de hauteur.

## Distribution
Elle a été récoltée principalement au Cameroun (sur six sites dans la Région du Sud-Ouest), également sur deux sites au sud du Nigeria et deux autres en Guinée équatoriale (Bioko).